# Роберт Берестовський
Роберт Берестовський[джерело?] (лит. Robertas Bžostovskis; 7 червня 1748, Михалишки — після 1795) — шляхтич герба Стремено часів Речі Посполитої, державний діяч Великого князівства Литовського, Підкоморій королівський, Чашник великий Литовський (1787-1791), каштелян Полоцький (1791–1795), гусарський полковник, Маршалок литовського трибуналу 1791 року.

## Життєпис
Роберт Берестовський походив зі шляхетського роду Берестовських (у литовській транскрипції Bžostovkis), герба Стремено. 
Син Великого писаря Литовського Йосипа Берестовський та Людвіки Садовської.
Був одружений з Ганною Ядвігою Броель-Платер, донькою Костянтина Людвіка Платера, мав синів Людвіка, Вінсента, Августа та доньку Марію-Ганну.
Серед інших маєтків, він володів містом Мосар, де в 1775-1790 рр. збудував палац у стилі класицизму, а 1792 р. на суму 1000 дукатів заснував церкву святої Ганни, небесної покровительки своєї дружини.